# Saint Paul Central High School

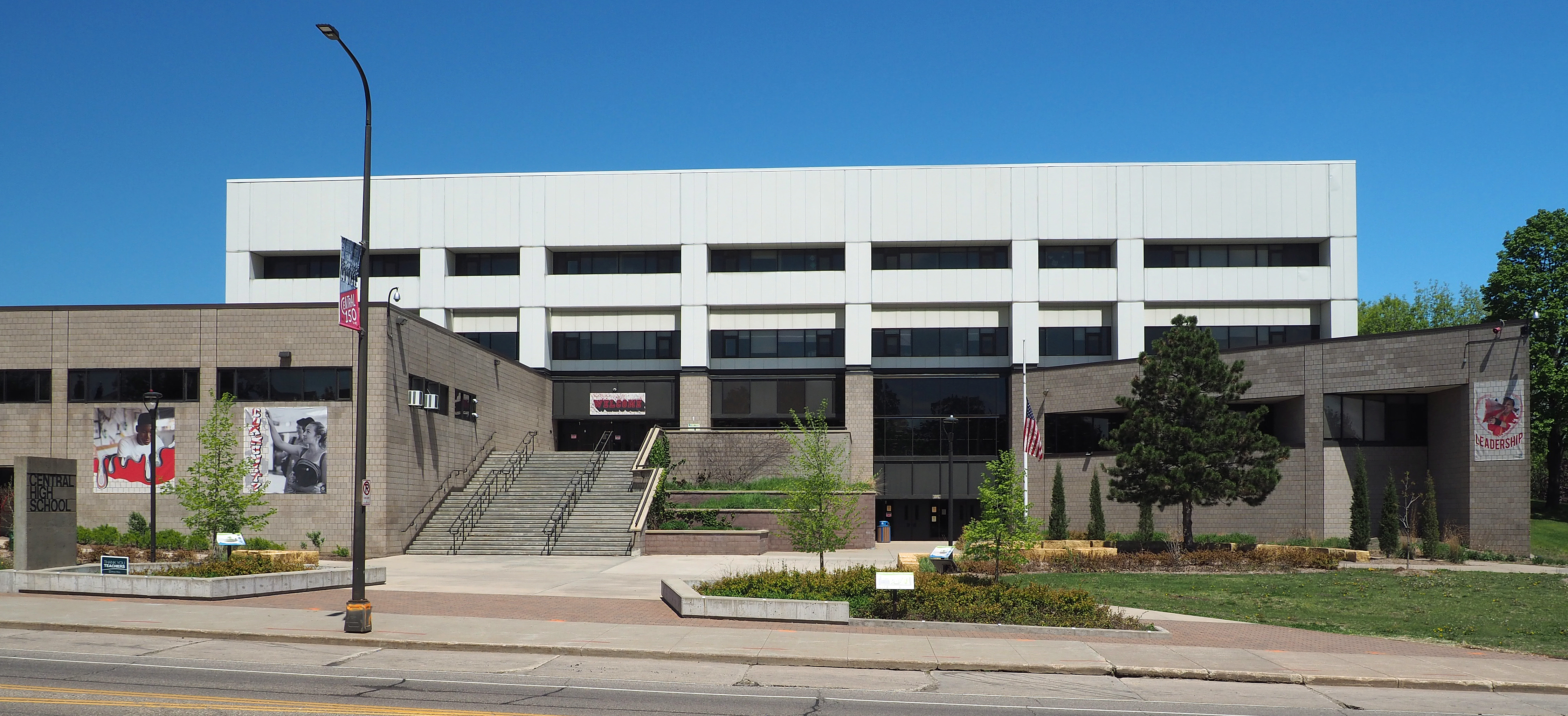
Saint Paul Central High School da sud

La Saint Paul Central High School è un istituto scolastico della città di Saint Paul, Minnesota, Stati Uniti. È la più antica scuola superiore dello stato del Minnesota: fondata nel 1866 nel centro di Saint Paul, ha istruito molti leader nel mondo degli affari, del governo, della letteratura, delle arti, delle scienze e dell'istruzione in tutto lo stato del Minnesota e degli Stati Uniti. È anche una delle più grandi scuole superiori dello stato e, dal 2011, la seconda più grande nella città di Saint Paul, accanto alla Harding Senior High School nella parte est della città.

## Storia
Central High School è stata ubicata in quattro sedi, a cominciare dal primo edificio nel 1866.

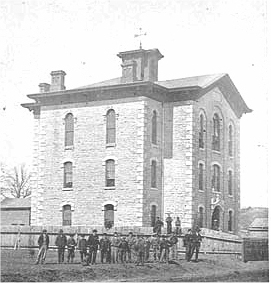
L'edificio dell Franklin School che ospita al terzo piano, due stanze in tutto, la Saint Paul High School, Broadway and Tenth Streets, 1866–1872. Foto datata 1865.

Fondata nel 1866 in risposta alle richieste degli studenti. Fino ad allora non c'erano opportunità educative a Saint Paul oltre la scuola elementare. Una dozzina di studenti desideravano continuare la scuola così, nel 1866, due stanze sono state assegnate alla "High School" al terzo piano dell'edificio della Franklin School, situato nel centro di Saint Paul.  Alcune persone pensavano che la scuola fosse uno spreco di spazio.  Eugene Foster (noto come il "padre della scuola superiore") era il preside e la signora HM Haynes l'unica insegnante. I primi due studenti diplomati nel 1870: Fannie Haynes (la figlia dell'insegnante) e AP Warren. I due diplomi sono stati stampati a mano su pelle di pecora. Gradualmente gli studenti sono aumentati e le due stanze sono diventate troppo piccole per ospitarli.
Nel 1872 la Saint Paul High School si è trasferita al Lindeke Building dove occupava il secondo piano.  Quell'anno i diplomati sono stati 12 studenti: cinque ragazzi e sette ragazze. Le esercitazioni per il diploma si tenevano nell'Opera Civica della città, fino a quando non è stata distrutta da un incendio nel 1899. Le esercitazioni si sono poi tenute nell'Auditorium Saint Paul.
Un nuovo edificio è stato inaugurato nel 1883 sulla decima e Minnesota Street. Era la prima scuola superiore costruita a Saint Paul.  Nel 1888 è stata aggiunta un'ala di 14 stanze per i laboratori. È stata a lungo l'unica scuola superiore negli Stati Uniti ad avere un telescopio fisso con una lente a terra e lucidato da Alvan Clark (1804-1887), la cui società ha costruito costruì alcuni dei più grandi telescopi del mondo, compreso il telescopio per l'Osservatorio Lowell a Flagstaff, in Arizona. Nel seminterrato è stata ospitata per la prima volta la Mechanics Arts High School, allora conosciuta come Manual Training High Schoo. Nel 1888 è stata ribattezzata Central High School. Ben presto anche questo edificio è diventato troppo piccolo ed è stato deciso di costruire una nuova sede all'angolo tra Marshall e Lexington Avenue.

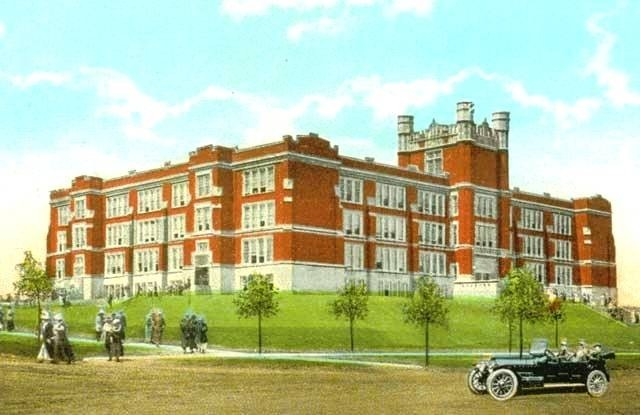
Saint Paul Central High School tra Marshall Ave e Lexington Parkway, 1912–1980

Il nuovo edificio, progettato da Clarence H. Johnston sr, ha corso il rischio di cambiare nome. C'era chi voleva mantenere il vecchio e chi lo voleva chiamare Lexington High School. Ha mantenuto poi quello di Central High School grazie ad un compromesso: la scuola ha adottato il logo e la mascotte con il nome di Minutemen, cioè il nome delle milizie coloniali che nel 1775 hanno combattuto a Lexington, nel Massachusetts, contro gli inglesi nelle prime schermaglie della Guerra d'Indipendenza e dovevano essere pronti con un minuto di preavviso.

## Alunni famosi
- Micah Boyd, atleta, campione di canottaggio
- Thomas M. Disch, scrittore e poeta
- Amelia Earhart, aviatrice
- Jawed Karim, cofondatore di YouTube
- Jeff Loots, atleta, campione della NFL
- Gordon Parks, fotografo, regista, scrittore, regista, sceneggiatore, attore statunitense, nonché compositore, produttore, attivista politico e giornalista
- Charles M. Schulz, disegnatore, creatore dei Peanuts
- Max Shulman, scrittore del XX secolo, autore di libri umoristici
- DJ Skee, personaggio televisivo, DJ
- Samantha Cristoforetti, astronauta e aviatrice italiana
- Nick Swardson, attore comico